# 桑迪·吉尔克里斯特
桑迪·吉尔克里斯特（英語：Sandy Gilchrist，1945年11月9日—），加拿大男子游泳运动员。他曾代表加拿大参加1963年和1967年泛美运动会游泳比赛，获得五枚银牌和五枚铜牌。她也曾参加1964年和1968年夏季奥运会。